# Chandni Chowk to China
Pour plus de détails, voir Fiche technique et Distribution.
Chandni Chowk to China (hindi : चाँदनी चौक टू चाईना), est un film hindi sorti le 16 janvier 2009 en Inde. Il est réalisé par Nikhil Advani, avec Akshay Kumar et Deepika Padukone dans les rôles principaux, entourés de Mithun Chakraborty et Gordon Liu.
Le tournage s'est déroulé en Chine et à Bangkok (Thaïlande) ainsi qu'en Inde. Distribué aux États-Unis par Warner Bros., c'est le troisième film de Bollywood codistribué par une major hollywoodienne, après Saawariya (Sony, 2007) et Roadside Romeo (Walt Disney Pictures, 2008).

## Synopsis
Sidhu (Akshay Kumar), modeste cuisinier, découpe des légumes dans une petite échoppe de Chandni Chowk, à Delhi. 
Voulant échapper à cette vie morne et ennuyeuse, il consulte astrologues, voyants et fakirs mais il n'a guère confiance en lui malgré le soutien de son père adoptif, "Dada" (Mithun Chakraborty). Mais un jour, deux Chinois lui révèlent qu'il est la réincarnation d'un grand guerrier chinois, Liu Sheng, et lui demandent de les suivre dans leur petit village pour les débarrasser des bandits qui les oppriment. Induit en erreur par les traductions fantaisistes de son gourou, Sidhu embarque sans plus tarder pour la Chine croyant y trouver un pays de cocagne. En chemin il fait la connaissance de la mystérieuse Sakhi puis de Meow Meow, sa fatale sœur jumelle. Les mésaventures de Sidhu ne font que commencer.

## Fiche technique
- Titre : Chandni chowk to China
- Titre original en hindi : चाँदनी चौक टू चाईना
- Réalisateur : Nikhil Advani
- Scénario : Sridhar Raghavan et Rajat Aroraa
- Musique : Shankar-Ehsaan-Loy, Bappi Lahiri, Bappa Lahiri, Kailash Kher et Bohemia
- Paroliers :  Rajat Arora, Shaily Shailender, Kailash Kher et Bohemia
- Chorégraphie : Pony Verma
- Photographie : V Manikanandan, Himman Dhamija
- Montage : Aarif Shaikh
- Cascades et combats : Abbas Ali Moghul et Huan-Chiu Ku
- Production : Ramesh Sippy, Mukesh Talreja et Rohan Sippy
- Distribution : Warner Bros. Pictures (USA) et Ramesh Sippy Entertainment (Inde)
- Langue : hindi
- Pays d'origine : Inde
- Date de sortie : 16 janvier 2009
- Format : Couleurs
- Genre : Action, aventure, comédie dramatique et fantastique
- Durée : 154 minutes

## Distribution
- Akshay Kumar : Sidhu
- Deepika Padukone : Sakhi, dite Ms.TSM/Suzy, dite Meow Meow
- Mithun Chakraborty : Dada
- Gordon Liu : Hojo
- Ranvir Shorey : Chopstick
- Roger Yuan : Chiang Kohung